# Дана Ділейні

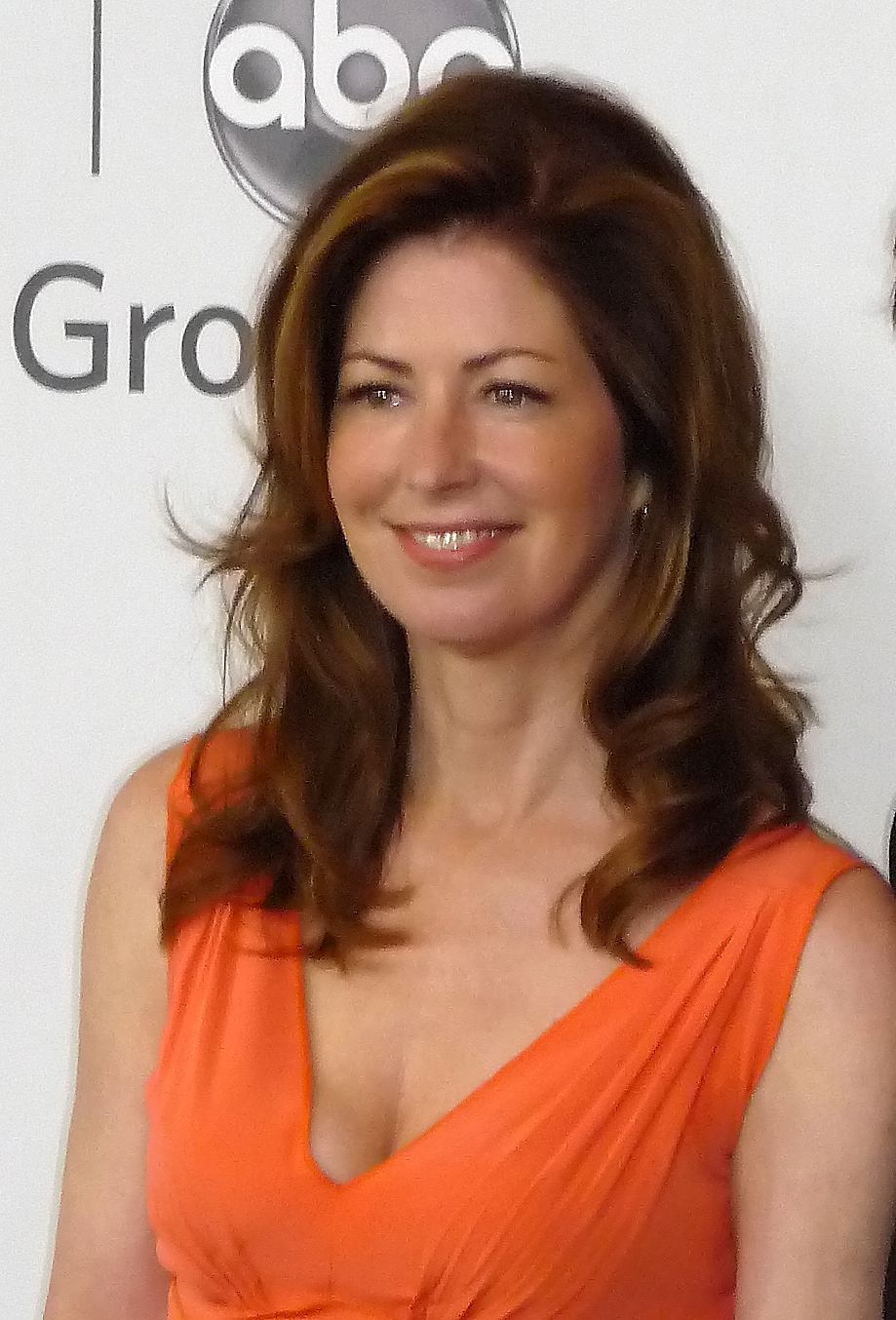
Дана Ділейні

Дана Ділейні (англ. Dana Delany, 13 березня 1956, Бредфорд, Нью-Йорк, США) — американська актриса.
За свою кар'єру, що охоплює замалим не чотири десятиліття вона досягала успіхів у театрі, кіно і на телебаченні. У 1988 році після численних ролей на телебаченні і в кіно у сімдесятих і початку вісімдесятих вона отримала головну роль лейтенанта Колін Мак-Мерфі в драматичному телесеріалі «Чайна-Біч», який згодом приніс їй визнання критиків і глядачів і за який вона виграла дві премії «Еммі», а також безліч інших нагород і номінацій.
Після завершення серіалу в 1991 році успішно перейшла в кіно і зіграла в успішних фільмах «Чуйний сон» (1992), «Домогосподарка» (1992), «Тумбстоун» (1993), «Райська насолода» (1994), «Летіть додому» (1996), «Справжні жінки» (1997), а також стала голосом Лоїс Лейн, героїні франшизи про Супермена. Ділейні каже що любить грати складні ролі. [1] З середини дев'яностих також є членом правління «Фонду досліджень склеродермії».
З 2007 року виконувала роль Кетрін Мейфеір у телесеріалі «Відчайдушні домогосподарки», який покинула на початку 2010 року задля нового кримінального серіалу «Тіло як доказ» в якому грає головну роль доктора Меган Хант, прем'єра якого відбулася у 2011 році. У 2011 році зайняла дев'яте місце з списку найкрасивіших людей планети за версією журналу «People».

## Фільмографія
- 1981 — The Fan
- 1984 — Almost You
- 1984 — Threesome
- 1986 — A Winner Never Quits
- 1986 — Where the River Runs Black
- 1988 — Patty Hearst
- 1988 — Masquerade
- 1988 — Moon over Parador
- 1990 — A Promise to Keep
- 1992 — Light Sleeper
- 1992 — Господарка дому
- 1993 — Wild Palms
- 1993 — Donato and Daughter
- 1993 — Tombstone
- 1993 — Batman: Mask of the Phantasm
- 1994 — The Enemy Within
- 1994 — Exit to Eden
- 1995 — Choices of the Heart: The Margaret Sanger Story
- 1995 — Live Nude Girls
- 1996 — Superman: The Animated Series
- 1996 — That Thing You Do
- 1996 — The Adventures of Mowgli
- 1996 — For Hope
- 1997 — True Women
- 1998 — Wide Awake
- 1998 — The Curve
- 1998 — Rescuers: Stories of Courage
- 1998 — The Patron Saint of Liars
- 1999 — Outfitters
- 1999 — Sirens
- 2000 — The Right Temptation
- 2001 — Final Jeopardy
- 2002 — Conviction
- 2003 — Intimate Portrait: Dana Delany
- 2003 — Justice League: «Hereafter»
- 2003 — Justice League: «Only a Dream»
- 2003 — Justice League: «A Better World»
- 2004 — Baby for Sale
- 2004 — Justice League Unlimited: «For the Man who has Everything»
- 2004 — Spin
- 2006 — Battlestar Galactica
- 2006 — Superman: Brainiac Attacks
- 2006 — The Woman with the Hungry Eyes
- 2006 — Kidnapped
- 2007 — The Batman
- 2007—2010 — Desperate Housewives
- 2008 — Drunkboat
- 2008 — Multiple Sarcasms
- 2008 — A Beautiful Life
- 2008 — Camp Hope
- 2008 — Route 30
- 2010 — Касл (телесеріал)
- 2010—2013 — Тіло як доказ
- 2012 — Фрілансери
- 2022 — Король Талси